# Motala kommun
Motala kommun (uttal (fil)) är en kommun i Östergötlands län. Centralort är Motala. 
Kommunen kan landskapsmässigt delas in i två delar, norra och södra, där gränsen mellan de två går vid en markerad förkastning efter sjön Borens norra strand. Norra delen är kuperad och till stor del är den bevuxen med skog. Södra delen består är till största del täckt av bördiga, uppodlade leror. Den mäktigaste av kommunens många isälvsavlagringar är Djurkällaplatån nordväst om centralorten.
Det lokala näringslivet har påverkats starkt av etableringen av Motala verkstad (1822), byggandet av Göta kanal (1832) och tillkomsten av järnvägen (1870-talet). Av den tidigare starkta industrisektorn finns lite kvar. Området är även förknippat med radio- och telekommunikation. Stora arbetsgivare är  Region Östergötland och kommunen själv. 
Folkmängden har varit relativt stabil sedan kommunen bildades och fram till 2020. 

## Administrativ historik
Kommunens område motsvarar socknarna: Ask, Brunneby, Ekebyborna, Fivelstad, Fornåsa, Godegård, Klockrike, Kristberg, Lönsås, Motala, Styra, Tjällmo, Varv, Vinnerstad, Västra Ny, Västra Stenby och Älvestad. I dessa socknar bildades vid kommunreformen 1862 landskommuner med motsvarande namn, dock bildades Klockrike och Brunneby landskommun, som upplöstes 1868, för de två socknarna. 1863 bildades även köpingskommunen Motala köping som 1 april 1881 ombildades till Motala stad. Stadskommunen utökades 1917 och 1948 med resterande delar av Motala landskommun och 1948 införlivades även Vinnerstads landskommun.
Borensbergs municipalsamhälle inrättades 24 oktober 1919 och upplöstes vid årsskiftet 1949/1950.
Vid kommunreformen 1952 bildades storkommunerna Aska (av de tidigare kommunerna Hagebyhöga, Fivelstad, Orlunda, Styra, Varv och Västra Stenby), Boberg (av Ask, Ekebyborna, Fornåsa, Lönsås, Normlösa, Skeppsås, Vallerstad och Älvestad), Borensberg (av Brunneby, Klockrike och Kristberg) samt Godegård (av Godegård och Västra Ny) medan Tjällmo landskommun och Motala stad inte påverkades.
Motala kommun bildades vid kommunreformen 1971 av Motala stad, Borensbergs och Godegårds landskommuner samt delar ur Bobergs landskommun (Asks, Ekebyborna, Fornåsa, Lönsås och Älvestads församlingar). 1974 införlivades kommunerna Aska, Tjällmo och Vadstena. 1980 utbröts den del som utgjort Vadstena kommun samt församlingarna Hagebyhöga och Orlunda och (åter)bildade Vadstena kommun.
Kommunen ingick från bildandet till 2002 i Motala domsaga och kommunen ingår sedan 2002 i Linköpings domsaga.
Kommunen ingår sedan 2013 i förvaltningsområdet för finska.

## Geografi
Kommunen ligger vid sjön Vätterns östra strand i landskapet Östergötlands nordvästra del. I öst-västlig riktning sträcker sig Motala ström och Göta kanal genom sjön Boren. Den gränsar i norr till Askersunds och Hallsbergs kommuner i Örebro län, i öster till Finspångs och Linköpings kommuner, i söder till Mjölby kommun samt i sydväst till Vadstena kommun, alla i Östergötlands län. Den sistnämnda ingick åren 1974-1979 i Motala kommun. I väster har kommunen även en maritim gräns till Karlsborgs kommun i Västra Götalands län.

### Topografi och hydrografi
Kommunen kan landskapsmässig delas in i två delar, norra och södra, där gränsen mellan de två går vid en markerad förkastning efter sjön Borens norra strand. I norra delen utgörs berggrunden av urberg. Topografin är kuperad och berggrunden täckt med morän. Till stor del är den bevuxen med skog, men landskapsbilden innehåller också inslag av myr- och hällmark. I södra delen består berggrunden av sedimentära bergarter. Där är berggrunden till största del täckt av bördiga, uppodlade leror med inslag av morän. Den mäktigaste av kommunens många isälvsavlagringar är Djurkällaplatån nordväst om centralorten. Ett annat mäktigt stråk med isälvsavlagringar återfinns mellan Nykyrka och Flädemo.
Nedan presenteras andelen av den totala ytan 2020 i kommunen jämfört med riket.
|  | Bebyggelse (5,5 %) |

|  | Skog (58,9 %) |

|  | Öppen myrmark (1,6 %) |

|  | Jordbruksmark (27,1 %) |

|  | Övrig mark (6,9 %) |

|  | Bebyggelse (3,1 %) |

|  | Skog (68,0 %) |

|  | Öppen myrmark (7,2 %) |

|  | Jordbruksmark (7,4 %) |

|  | Övrig mark (14,3 %) |

### Naturskydd
År 2022 fanns 21 naturreservat i Motala kommun. Bland dessa kan nämnas Håleberget som omfattar 48 hektar och bildades 2003. En förkastning i reservatet har lett till mäktiga branten vilket gjort att området i princip är orört. Därför trivs arter som grön sköldmossa, vedtrappmossa och ullticka där. Ett annat exempel är det kommunala reservatet Sjöbo-Knäppan. Området som tillhör reservatet har länge brukats som betes- och slåttermark. Kring kalkrikkärret växer orkidéer.

### Administrativ indelning
Fram till 2016 var kommunen för befolkningsrapportering indelad i åtta församlingar: Aska församling (ligger även i Vadstena kommun), Borensbergs församling, Fornåsa församling, Godegårds församling, Klockrike församling, Motala församling, Tjällmo församling och Västra Ny församling.

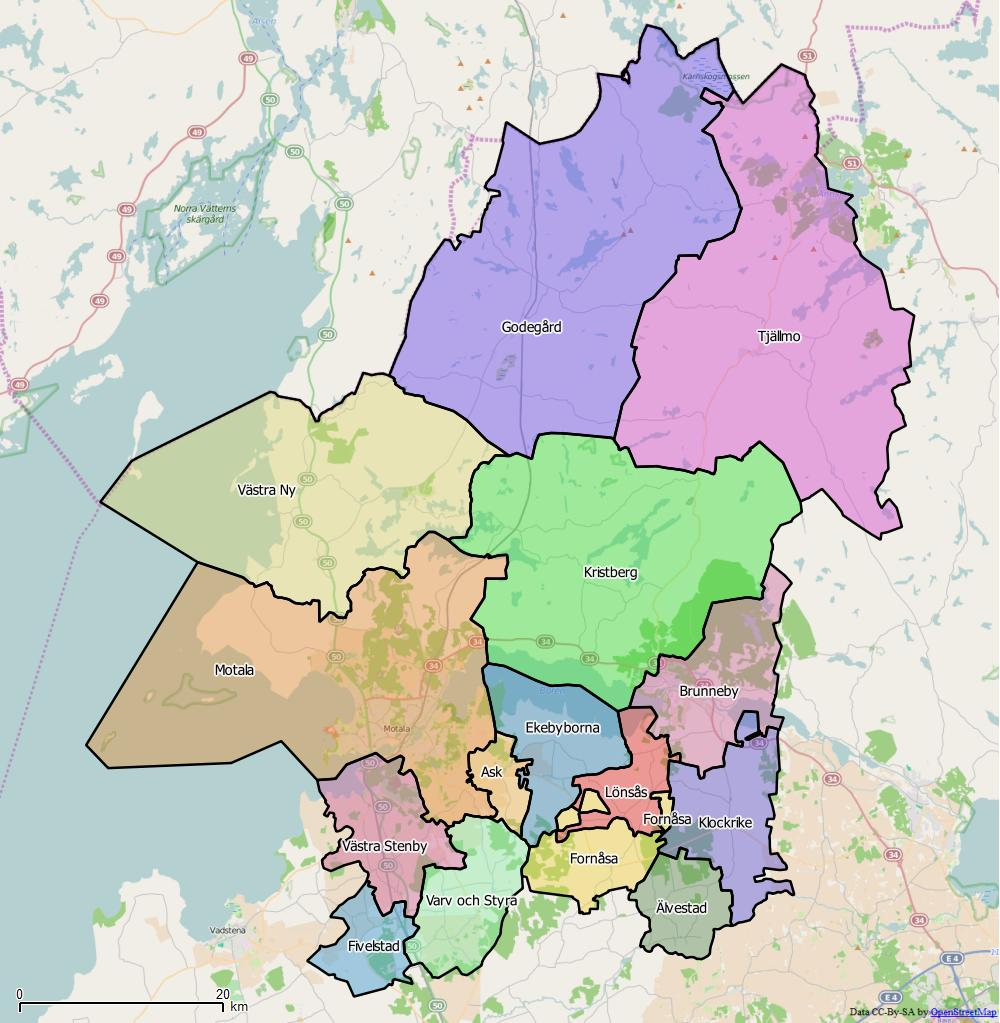
Distrikt inom Motala kommun

Från 2016 indelas kommunen i följande distrikt:

- Ask
- Brunneby
- Ekebyborna
- Fivelstad
- Fornåsa
- Godegård
- Klockrike
- Kristberg
- Lönsås
- Motala
- Tjällmo
- Varv och Styra
- Västra Ny
- Västra Stenby
- Älvestad

### Tätorter
| Nr | Tätort     | Befolkning 2015 |
| -- | ---------- | --------------- |
| 1  | Motala     | 30 944          |
| 2  | Borensberg | 2 942           |
| 3  | Tjällmo    | 518             |
| 4  | Fornåsa    | 460             |
| 5  | Nykyrka    | 392             |
| 6  | Österstad  | 324             |
| 7  | Fågelsta   | 293             |
| 8  | Klockrike  | 248             |
| 9  | Västanvik  | 201             |

## Styre och politik

### Styre
Till valet 2006 började Socialdemokraterna och Vänsterpartiet i Motala ett samarbete under namnet "Solidariskt Motala". Efter valet 2010 bildade Solidariskt Motala åter majoritet i kommunfullmäktige efter fyra år av borgerlig majoritet i kommunen. Strax efter valet valde även Miljöpartiet att ingå i majoriteten i Solidariskt Motala.
Efter valet 2018 valde Alliansen att ta över styret i minoritet med Sverigedemokraterna som vågmästare.
Efter valet 2022 bildades ett styre bestående av Moderaterna, Sverigedemokraterna och Kristdemokraterna som kallar sig "Samverkan för Motala". Liberalerna är stödparti och medverkar i budgeten.
| År        | Partier | Partier | Partier | Partier | Partier | Partier |
| --------- | ------- | ------- | ------- | ------- | ------- | ------- |
| 1994-1998 | S       |         |         |         |         |         |
| 1998-2002 | S       | V       |         |         |         |         |
| 2002-2006 | S       | V       |         |         |         |         |
| 2006-2010 | M       | FP      | KD      | C       | MP      | SPI     |
| 2010-2014 | S       | V       | MP      |         |         |         |
| 2014-2018 | S       | V       | MP      |         |         |         |
| 2018-2022 | M       | C       | L       | KD      |         |         |
| 2022-     | M       | SD      | KD      | L       |         |         |

### Kommunfullmäktige

#### Presidium
| Presidium 2022–2026    | Presidium 2022–2026 | Presidium 2022–2026 |
| ---------------------- | ------------------- | ------------------- |
| Ordförande             | KD                  | Fredrik Topplund    |
| Förste vice ordförande | M                   | Helen Albrektsson   |
| Andre vice ordförande  | S                   | Ingvar Ståhl        |

Källa:

#### Lista över kommunfullmäktiges ordförande
| Namn | Namn                          | Från | Till | Parti              |
| ---- | ----------------------------- | ---- | ---- | ------------------ |
|      | Karl-Axel Pettersson-Molinder | 2010 | 2014 | Socialdemokraterna |
|      | Elias Georges                 | 2014 | 2018 | Socialdemokraterna |
|      | Nils-Ingvar Graan             | 2018 | 2023 | Kristdemokraterna  |
|      | Fredrik Topplund              | 2023 |      | Kristdemokraterna  |

#### Mandatfördelning 1970–2022
|  | 31 | 9 | 9 | 4 |

| 45 | 10 |

| 34 | 3 | 15 | 5 | 8 |

| 53 | 12 |

| 34 | 3 | 14 | 6 | 8 |

| 53 | 12 |

|  | 32 | 4 | 10 | 6 |  | 10 |

| 44 | 21 |

|  | 31 | 8 | 4 |  | 10 |

| 38 | 19 |

|  | 32 |  | 6 | 7 | 9 |

| 35 | 22 |

|  | 30 | 4 | 6 | 7 |  | 7 |

| 33 | 24 |

|  | 28 |  | 5 | 6 | 4 | 10 |

| 31 | 26 |

| 4 | 30 | 4 | 5 | 4 |  | 8 |

| 29 | 28 |

| 8 | 24 | 4 | 3 |  | 6 | 10 |

| 34 | 23 |

| 4 | 27 |  | 3 | 3 | 6 | 4 | 8 |

| 34 | 23 |

| 4 | 23 |  |  |  | 3 | 5 | 3 | 13 |

| 35 | 22 |

| 4 | 26 |  |  | 3 | 4 |  | 14 |

| 35 | 22 |

| 4 | 23 | 3 | 6 | 3 | 4 |  | 12 |

| 32 | 25 |

| 4 | 17 |  | 8 | 4 | 4 | 3 | 15 |

| 36 | 21 |

| 3 | 20 |  | 10 | 3 |  | 3 | 15 |

| 31 | 26 |

### Nämnder

#### Kommunstyrelse
Kommunstyrelsen i Motala kommun utgörs av 11 ordinarie ledamöter. För att underlätta arbetet har kommunstyrelsen två utskott; arbetsutskottet och personalutskottet. Det finns också en beredning i form av beredningen för social hållbarhet. Kommunstyrelsen har även en beredning för strategisk samhällsplanering.
| Presidium 2022–2026    | Presidium 2022–2026 | Presidium 2022–2026 |
| ---------------------- | ------------------- | ------------------- |
| Ordförande             | M                   | Mark Henriksson     |
| Förste vice ordförande | SD                  | Marcus Lejonqvist   |
| Andre vice ordförande  | S                   | Elias Georges       |

#### Övriga nämnder
| Nämnd                   | Ordförande | Ordförande          | Vice ordförande | Vice ordförande   | Andre vice ordförande | Andre vice ordförande |
| ----------------------- | ---------- | ------------------- | --------------- | ----------------- | --------------------- | --------------------- |
| Bildningsnämnden        | M          | Ann-Charlotte Lexén | M               | Per Stark         | S                     | Helén Isaksson        |
| Krisledningsnämnden     | M          | Mark Henriksson     | SD              | Marcus Lejonqvist | S                     | Elias Georges         |
| Samhällsbyggnadsnämnden | M          | Caroline Unéus      | SD              | Johan Johansson   | S                     | Martin Grändås        |
| Socialnämnden           | M          | Charlotte Widegren  | L               | Sara Ankarberg    | S                     | Renèe Georgio         |
| Tekniska servicenämnden | SD         | Nils-Eric Dålse     | M               | Claes Andersson   | S                     | Robin Öhqvist-Thorén  |
| Valnämnden              | M          | Ulla Ordell         | SD              | Göran Hultin      | S                     | Ingegärd Karlsson     |

Källa:

### Vänorter
Motala kommun har tre vänorter. Det är Eigersund i Norge, Hyvinge i Finland och den senast tillkomna är Daugavpils i Lettland. Kontakten med de nordiska ländernas vänorter sträcker sig tillbaka till 1950-talet då man värnade om fred och god kontakt mellan de nordiska länderna. Då var det framför allt vänorternas politiker som träffades. Numera betonar man vikten av att ha utbyte mellan ungdomar, ledare aktiva i föreningar samt skolor och att utbytet ska vara av sportslig eller kulturell karaktär.
- Eigersund
- Hyvinge
- Daugavpils

## Ekonomi och infrastruktur

### Näringsliv
Det lokala näringslivet har påverkats starkt av etableringen av Motala verkstad (1822), byggandet av Göta kanal (1832) och tillkomsten av järnvägen (1870-talet). Av den tidigare starkta industrisektorn finns lite kvar, detta eftersom betydande industriföretag lagt ned eller flyttat verksamheten. I början av 2020-talet sysselsatte tillverkningsindustrin cirka 12 procent av de förvärvsarbetande. Bland större företag inom denna sektor kan nämnas Motala Verkstad och Arla Plast AB. Området är även  förknippat med radio- och telekommunikation. Luxor etablerade sig 1923 vilket lett till att ett antal företag med internationellt hög kompetens inom satellit- och kommunikationsområdet etablerat sig i området. Stora arbetsgivare är även landstinget och kommunen.

### Infrastruktur

#### Transporter
I nord-sydlig riktning genomkorsas kommunens västra del av riksväg 50 och i väst-östlig riktning av riksväg 34, varifrån länsväg 211 avtar norrut i kommunens östra del. Nord-sydlig riktning har även järnvägen Godsstråket genom Bergslagen mellan Hallsberg och Mjölby. Den trafikeras av regiontågen Tåg i Bergslagen och Östgötapendeln.
Genom kommunen går även Göta kanal.

## Befolkning

### Demografi

#### Befolkningsutveckling
Kommunen har 43 402 invånare (31 mars 2025), vilket placerar den på 62:a plats avseende folkmängd bland Sveriges kommuner.
| Befolkningsutvecklingen i Motala kommun 1970–2020 | Befolkningsutvecklingen i Motala kommun 1970–2020 | Befolkningsutvecklingen i Motala kommun 1970–2020 | Befolkningsutvecklingen i Motala kommun 1970–2020 | Befolkningsutvecklingen i Motala kommun 1970–2020 |
| ------------------------------------------------- | ------------------------------------------------- | ------------------------------------------------- | ------------------------------------------------- | ------------------------------------------------- |
|                                                   |                                                   |                                                   |                                                   |                                                   |
| År                                                |                                                   |                                                   | Folkmängd                                         |                                                   |
| 1970                                              | 1970                                              |                                                   | 41 175                                            |                                                   |
| 1975                                              | 1975                                              |                                                   | 41 577                                            |                                                   |
| 1980                                              | 1980                                              |                                                   | 41 965                                            |                                                   |
| 1985                                              | 1985                                              |                                                   | 41 350                                            |                                                   |
| 1990                                              | 1990                                              |                                                   | 41 994                                            |                                                   |
| 1995                                              | 1995                                              |                                                   | 42 949                                            |                                                   |
| 2000                                              | 2000                                              |                                                   | 42 175                                            |                                                   |
| 2005                                              | 2005                                              |                                                   | 41 912                                            |                                                   |
| 2010                                              | 2010                                              |                                                   | 41 955                                            |                                                   |
| 2015                                              | 2015                                              |                                                   | 42 903                                            |                                                   |
| 2020                                              | 2020                                              |                                                   | 43 640                                            |                                                   |

#### Utländsk bakgrund
Den 31 december 2014 utgjorde antalet invånare med utländsk bakgrund (utrikes födda personer samt inrikes födda med två utrikes födda föräldrar) 6 719, eller 15,79 % av befolkningen (hela befolkningen: 42 556 den 31 december 2014).

#### Invånare efter de vanligaste födelseländerna
Den 31 december 2014 utgjorde folkmängden i Motala kommun 42 556 personer. Av dessa var 5 277 personer (12,4 %) födda i ett annat land än Sverige. I denna tabell har de nordiska länderna samt de 12 länder med flest antal utrikes födda (i hela riket) tagits med. En person som inte kommer från något av de här 17 länderna har istället av Statistiska centralbyrån förts till den världsdel som deras födelseland tillhör.
| Födelseland      | Födelseland                       | Födelseland |
| ---------------- | --------------------------------- | ----------- |
| 31 december 2014 |                                   |             |
| 1                | Sverige                           | 37 279      |
| 2                | Finland                           | 801         |
| 3                | Syrien                            | 575         |
| 4                | Bosnien och Hercegovina           | 497         |
| 5                | Asien: Övriga länder              | 455         |
| 6                | Europeiska unionen: Övriga länder | 447         |
| 7                | Afrika: Övriga länder             | 433         |
| 8                | Irak                              | 336         |
| 9                | Somalia                           | 308         |
| 10               | / SFR Jugoslavien/FR Jugoslavien  | 256         |
| 11               | Europa utom EU: Övriga länder     | 146         |
| 12               | Iran                              | 135         |
| 13               | Thailand                          | 133         |
| 14               | Afghanistan                       | 128         |
| 15               | Polen                             | 124         |
| 16               | Tyskland                          | 113         |
| 17               | Danmark                           | 75          |
| 18               | Sydamerika                        | 68          |
| 19               | Norge                             | 66          |
| 20               | Nordamerika                       | 58          |
| 21               | Kina                              | 52          |
| 22               | Turkiet                           | 44          |
| 23               | Oceanien                          | 15          |
| 24               | Sovjetunionen                     | 8           |
| 25               | Island                            | 3           |
| 26               | Okänt födelseland                 | 1           |

## Kultur

### Museum

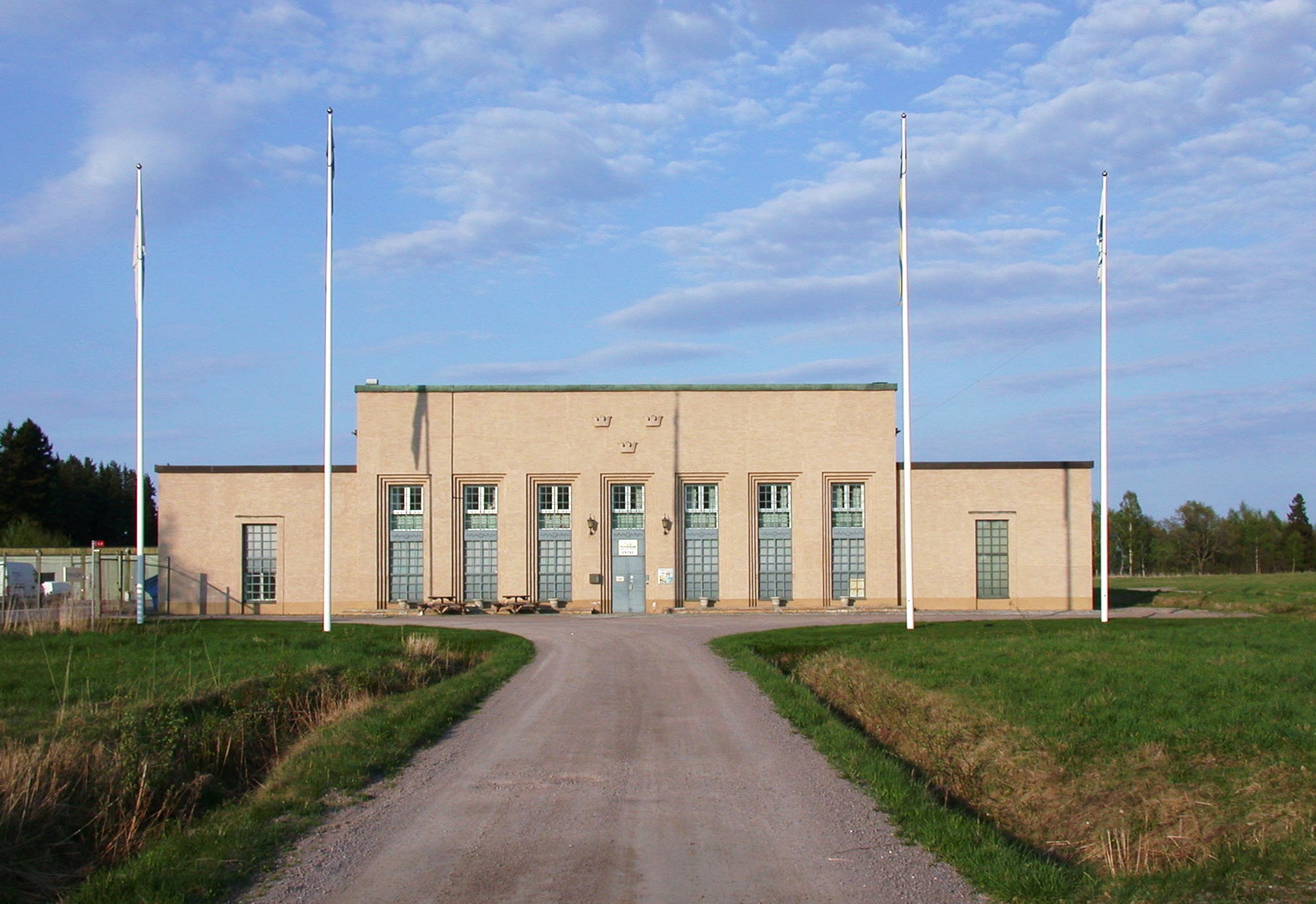
Rundradiomuseet i Bondebacka.

I kommunen finns ett flertal museer. Godegårds bruks- och porslinsmuseum visar bland annat en av de största samlingarna av svenskt bruksporslin. Motala Brandförsvarsmuseum upphörde i egen regi 2008, men delar av dess samling återfinns på Motala Motormuseum, som grundades på basis av Jan-Ove Bolls privata samling. Motala Motormuseum lockar årligen cirka 160 000 besökare. Motala Industrimuseum visar produkter som tillverkats vid AB Motala Verkstad, däribland ett lokomotiv tillverkat på 1860-talet. Bland andra museum Jan nämnas Svarta raden, Sveriges Rundradiomuseum, Charlottenborgs slott och Nubbekullens hembygdsgård.

### Kulturarv
Medevi brunn är en av våra mest betydande medicinalhistoriska monument. Den vittnar om en 1600- och 1700-talens brunnsverksamhet. Genom århundraden har Medevi brunn besökts av ett flertal kungligheter. 
Motala rådhus byggdes under slutet av 1800-talet till Carl Anton Ahlbom. Ägaren testamenterade byggnaden till dåvarande Motala stad och än idag används den som rådhus. Ulvåsa slott har anor från åtminstone 1200-talet. Sedan dess har byggnaden bytt skepnad ett flertal gånger. Slottet förklarades byggnadsminne 1987. Ulvåsa låg ursprungligen på det som senare kom att kallas Birgittas udde. Ett annat byggnadsminne från 1980-talet är Övralid som ursprungligen restes av Verner von Heidenstam.  

### Kommunvapen
Blasonering: I fält av silver en blå balk, åtföljd ovanför av två emot varandra vända nedåtriktade svarta örnvingar, vilka upptill utformats som markattehuvuden, och nedanför av en fyrbladig propeller.

Motala stads vapen 1881–1949.

Motala blev stad 1881 och fick då också ett av konungen gillat vapen vars blasonering löd Två gånger styckad av silver, vari två motvända nedåtriktade svarta vingar, blått och rött, vari en propeller av silver överlagd två korslagda merkuriestavar av guld. I maj 1949 fastställdes ett delvis förändrat vapen. Efter kommunbildningen 1971 kom vapnet ur bruk. Såväl Östgöta-Dal (som 1967 gått upp i Vadstena) som Godegård och Vadstena hade haft egna vapen. Någon enighet om vilket vapen kommunen skulle föra kunde inte uppnås. 1980 bröts Vadstena ut ur kommunen och efter delningen beslöts att kommunen skulle återanvända stadens vapen. Detta registrerades hos PRV 1984.
Sedan 1995 använder Motala kommun en annan kommunlogo i stället för vapenskölden som bara får användas av kommunfullmäktiges ordförande i Motala vid speciella tillfällen.